# 蒙库唐
蒙库唐（法語：Moncoutant，法語發音：[mɔ̃kutɑ̃]）是法国德塞夫勒省的一个旧市镇，属于布雷叙尔区。2019年1月1日，蒙库唐与邻近的5个市镇合并为新市镇塞夫尔河畔蒙库唐，蒙库唐为新市镇行政中心。

## 地理
蒙库唐（46°43'26"N, 0°35'20"W）面积26.32 平方千米，位于法国新阿基坦大区德塞夫勒省，该省份为法国西部内陆省份，北起曼恩-卢瓦尔省，西接旺代省，南至夏朗德省和滨海夏朗德省，东临维埃纳省。
与蒙库唐接壤的市镇（或旧市镇、城区）包括：拉布勒伊贝尔纳、尚特盧、库尔莱、塞夫尔河畔拉福雷、穆捷苏尚特梅勒、皮尼、圣茹安德米伊。
蒙库唐的时区为UTC+01:00、UTC+02:00（夏令时）。

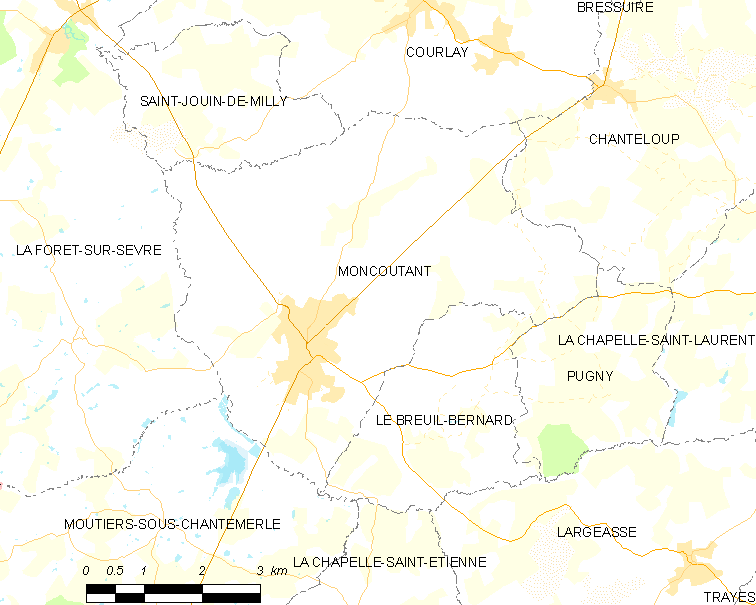
蒙库唐的OSM定位图

## 行政
蒙库唐的邮政编码为79320，INSEE市镇编码为79179。

## 政治
蒙库唐所属的省级选区为瑟里宰县。

## 人口

1962-2008年间蒙库唐人口变化图示

蒙库唐于2018年1月1日时的人口数量为3161人。